# Eunica anna
Eunica anna är en fjärilsart som beskrevs av Pieter Cramer 1782. Eunica anna ingår i släktet Eunica och familjen praktfjärilar. Inga underarter finns listade i Catalogue of Life.

## Bildgalleri

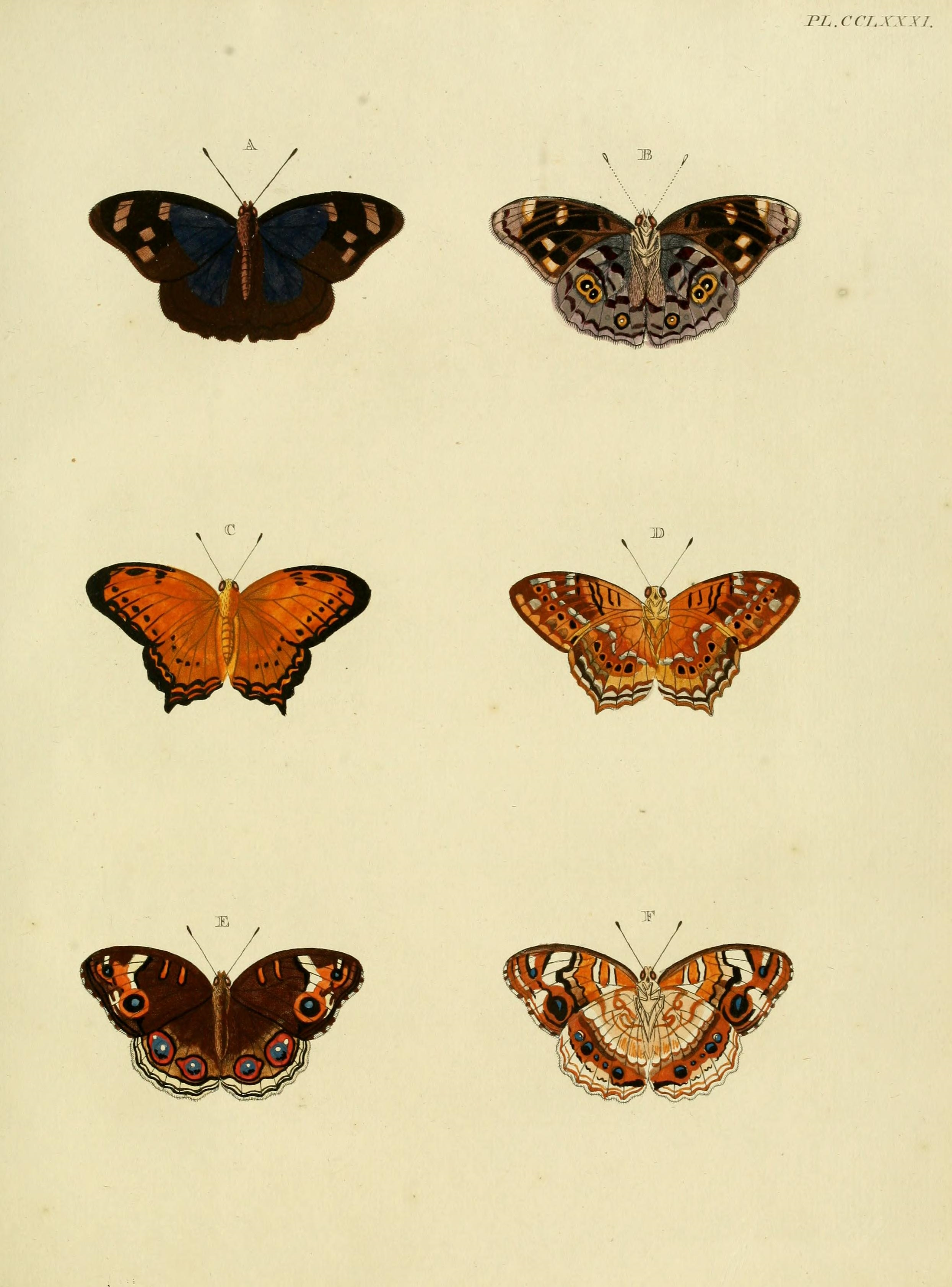